# Nalorphine
La nalorphine (DCI), également appelée N-allylnormorphine, est un agoniste-antagoniste (en) aux propriétés antalgiques et antagonistes opioïdes (en). Elle a été introduite en 1954 et était utilisée comme antidote pour contrecarrer les overdoses d'opioïdes et comme test pour évaluer l'addiction aux opiacés.
La nalorphine agit sur les récepteurs opioïdes μ (MOR), avec un effet antagoniste, et κ (KOR, Ki = 1,6 nM, EC50 = 483 nM, Emax (en) = 95%), avec un effet agoniste partiel presque complet. C'est le deuxième antagoniste d'opioïde introduit dans l'usage pharmaceutique, après la nalodéine (en) en 1915, et avant la naloxone en 1960 et la naltrexone en 1963.
En raison de l'activation puissante des récepteurs opioïdes κ, la nalorphine produit des effets secondaires tels que dysphorie, anxiété, confusion et hallucinations, raison pour laquelle elle n'est plus utilisée en médecine.
Il existe un grand nombre d'analogues de la nalorphine, comme le nicotinate de nalorphine (en), la diacétylnalorphine (en) (analogue de l'héroïne) et la dihydromorphine.